# 小行星13606
小行星13606（13606 Bean）是一颗绕太阳运转的小行星，为主小行星带小行星。该小行星于1994年9月11日发现。

## 轨道参数
小行星13606的轨道半长轴为2.4310488 UA，离心率为0.104。